# 마인드 게임 (영화)
마인드 게임(일본어: マインド・ゲーム)은 2004년 일본의 성인 애니메이션 실험 코미디 드라마 영화로, 로빈 니시의 동명 만화를 원작으로 한다. STUDIO 4℃에서 기획, 제작 및 주로 애니메이션을 맡았으며, 유아사 마사아키가 감독 데뷔작으로 각색 및 감독했으며, 수석 애니메이션 감독과 모델 시트는 스에요시 유이치로, 아트 디렉션은 히시야마 토루, 기초 및 추가 애니메이션 감독은 쿠보 마사히코가 맡았다
하나의 연속적인 이야기를 전달하기 위해 일련의 이질적인 시각적 스타일을 사용하는 것은 선집 영화 이외의 기능 중 이례적이다. 유아사는 재팬 타임스 인터뷰에서 이렇게 말했다. "진지하고 솔직하게 말하는 대신 약간 거칠고 누더기 같은 모습을 추구했다. 오늘날 일본 애니메이션 팬들이 꼭 그렇게 세련된 모습을 요구하는 것은 아니라고 생각한다. 그들에게 다양한 스타일을 던져도 그들은 여전히 그것을 즐길 수 있다."
이 영화는 컬트 관객의 호평을 받았으며 호평을 받아 전 세계적으로 여러 상을 수상했으며 감독 곤 사토시와 빌 플림튼의 찬사를 받았다.